# Campolongo sul Brenta
Campolongo sul Brenta är en ort och frazione i provinsen Vicenza i regionen Veneto i Italien.
Kommuenen upphörde den 30 januari 2019 när den tillsammans med Cismon del Grappa, San Nazario och Valstagna bildade kommunen Valbrenta. Den tidigare kommunen hade 806 invånare (2018).